# Transport intermodal de passatgers
El transport intermodal de passatgers implica més d'un mitjà de transport de passatgers. Alguns mitjans de transport sempre han estat intermodals; per exemple, la majoria dels aeroports importants tenen instal·lacions extenses per a l'estacionament d'automòbils i tenen bones connexions de ferrocarril o autobús a les ciutats properes. Els autobusos urbans generalment arriben a les estacions de ferrocarril i metro i sovint arriben a l'aeroport més proper. Un objectiu essencial del transport intermodal de passatgers modern, com a mínim en països desenvolupats, és reduir la dependència de l'automòbil com al mitjà essencial d'ús al transport i augmentar més el transport públic. Per animar a aconseguir-ho els Planificadors de Viatges Intermodals s'utilitzen per conscienciar de les possibles alternatives als usuaris i facilitar-ne l'ús.

## Història
El transport de passatgers sempre ha estat intermodal. La gent pujava amb els cotxes als transbordadors a la vora dels rius. Al segle xix, la gent que vivia a l'interior transbordava del tren al vaixell per a viatjar a l'estranger.

## Park and ride
Els planificadors intermodals intenten animar els conductors d'automòbils per fer part del seu trajecte en transport públic. Una de les maneres recents d'aconseguir-ho és la de proporcionar amplis aparcaments als afores de les ciutats, prop de les autopistes importants, on els conductors poden deixar els seus cotxes durant el dia i acudir en tren o autobús al centre de la ciutat, és el que s'anomena park and ride.

## Entre autobús i tren
Moltes grans ciutats amb tren de rodalia connecten la xarxa ferroviària amb la xarxa d'autobusos. Això permet els usuaris del transport públic arribar a llocs que no s'accedeix directament amb tren o és massa lluny per anar caminant.

## En tren a l'avió
Una altra eina cada vegada més popular per a intermodalitat és estendre el servei de metro i tren als aeroports urbans més importants. Això proporciona als viatgers una manera més econòmica i més fiable d'arribar als seus vols que conduint, i sense problemes a l'hora d'aparcar, o prenent taxis i agafar embussos de camí a l'aeroport. Molts aeroports ara tenen algun enllaç de transport col·lectiu, entre ells:
- Aeroport de València, València
- Aeroport Barcelona - el Prat, Barcelona
- Aeroport Heathrow, Londres
- Schiphol Airport, Amsterdam
- Aeroport Internacional de Ben Gurion prop de Tel-Aviv, Israel

## Cotxes
Taxis i el cotxe de lloguer continua siguen l'opció habitual per al servei porta a porta entre l'aeroport o l'estació de tren i altres destinacions urbanes, suburbanes, i rurals.

## Bicicletes
Les bicicletes són sovint una molt bona opció perquè la gent puga arribar a una estació de transport públic, però serà necessari disposar d'aparcaments segurs (amb bones subjeccions i vigilat o situat en un lloc ben visible) per deixar la bicicleta, si no és una bicicleta plegable que puguem portar com a equipatge de mà. Alguns sistemes de transport públics estan adaptats perquè els ciclistes puguen transportar les seues bicicletes a bord de trens i autobusos còmodament.

## Cotxes en trens
Alguns sistemes ferroviaris de passatgers ofereixen serveis que permeten portar-hi els automòbils dels passatgers. Aquests normalment carreguen el cotxe en vagons especials enganxats als dels viatgers, però alguns trens especials operen només per transportar automòbils.

## Trens en vaixells
Un transbordador de trens és un vaixell dissenyat per portar vehicles ferroviaris. Normalment s'utilitzen per portar trens de càrrega, encara que es poden portar combois de passatgers, en estos casos els passatgers passen del tren de passatgers a un transbordador de passatgers.

## Facilitat de transbord
En aquests darrers anys, s'ha posat un èmfasi creixent en el disseny d'instal·lacions que fan més fàcils, i a més sense cost, els trasllats. Aquestes estan pensades per ajudar al trànsit de passatgers d'un mitjà de transport a un altre. Una estació multimodal pot donar servei als avions, tren i transport per autopista per exemple.